# Ingwë
Ingwë je postava z knížky J.R.R. Tolkiena – Silmarillion. Ingwë, velekrál elfů, vedl elfy z rodu Vanyar do Valinoru. Sedí dosud u Manwëho nohou na Taniquetilu.
V quenijštině jeho jméno znamená „první, vůdce“.